# Holberrow Green
Holberrow Green – wieś w Anglii, w hrabstwie Worcestershire, w dystrykcie Wychavon. Leży 18 km na wschód od miasta Worcester i 150 km na północny zachód od Londynu.